# Los Angeles Metro Busway
Los Angeles Metro Busway (dawniej Metro Transitway/Liner, Metro Liner)- sieć transportu publicznego typu bus rapid transit, której operatorem Los Angeles County Metropolitan Transportation Authority (LACMTA).
System złożony jest z dwóch linii, pierwszej noszącej nazwę linii pomarańczowej (orange line) i drugiej o nazwie linii srebrnej (silver line), utworzonych w roku 2005, 2009 i wspierających już istniejące linie metra na obszarze hrabstwa Los Angeles.

## Historia
Pierwsza linia w tym systemie, pomarańczowa, została otwarta w dniu 29 października 2005. Drugą linię, srebrną, oficjalnie oddano do użytku cztery lata później, w grudniu 2009, lecz fragment jej trasy przebiega po odcinku autostrady międzystanowej nr 110 zbudowanej w 1996 roku.

## Linie autobusowe w systemie Los Angeles Metro Busway
| Nazwa              | Trasa |
| ------------------ | --- |
| Pomarańczowa linia | North Hollywood Station ↔ Valley Glen ↔ Van Nuys ↔ Tarzana ↔ Canoga Park ↔ Warner Center ↔ Chatsworth Station Powrót: Chatsworth Station – ... – Winnetka – ... – North Hollywood Station |
| Srebrna Linia      | pierwszy przebieg trasy: El Monte ↔ Downtown Los Angeles ↔ Los Angeles ↔ Harbor Freeway drugi przebieg trasy: El Monte ↔ Downtown Los Angeles                                             |

## Galeria

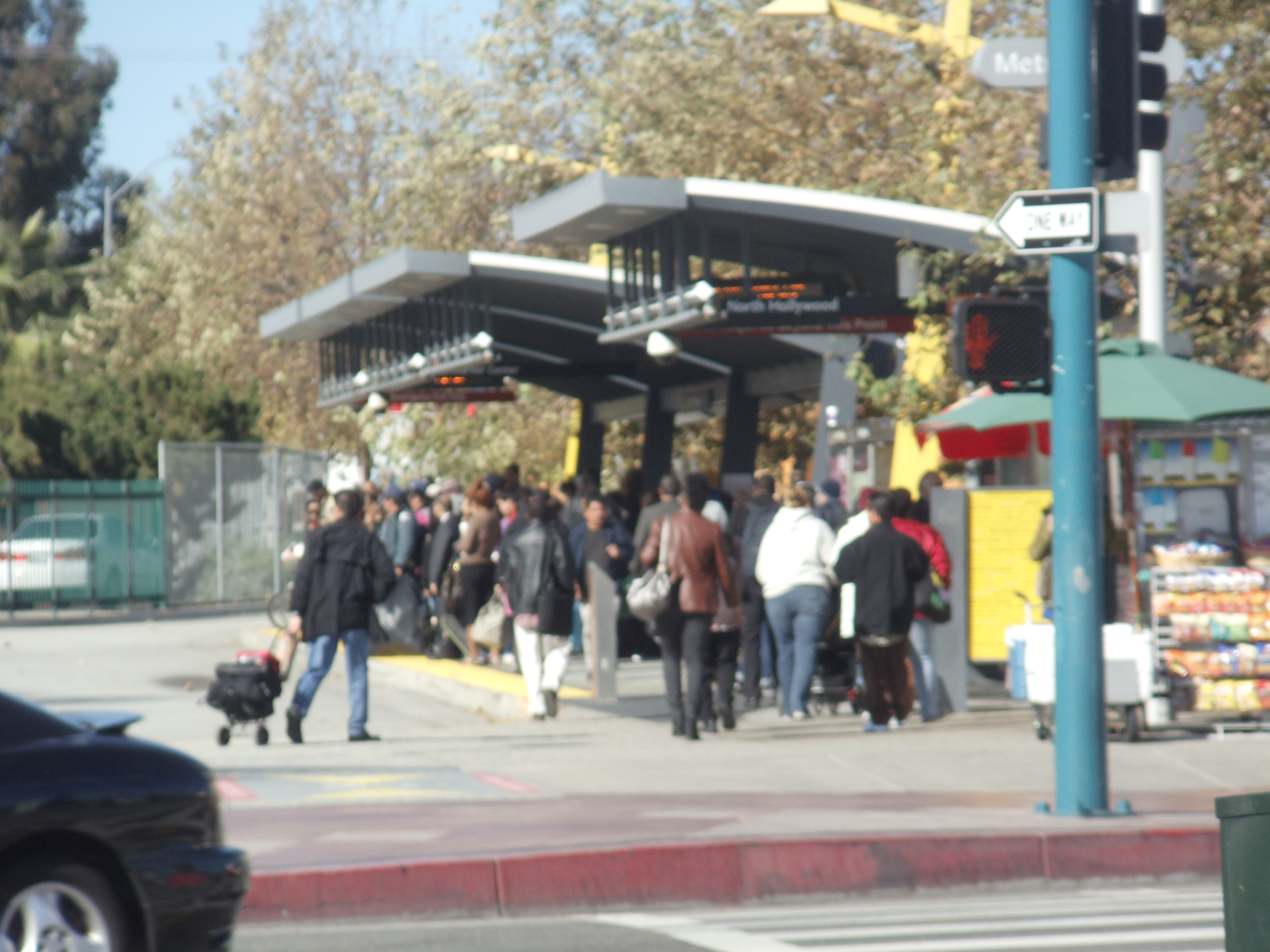
Przystanek autobusowy North Hollywood na trasie linii pomarańczowej
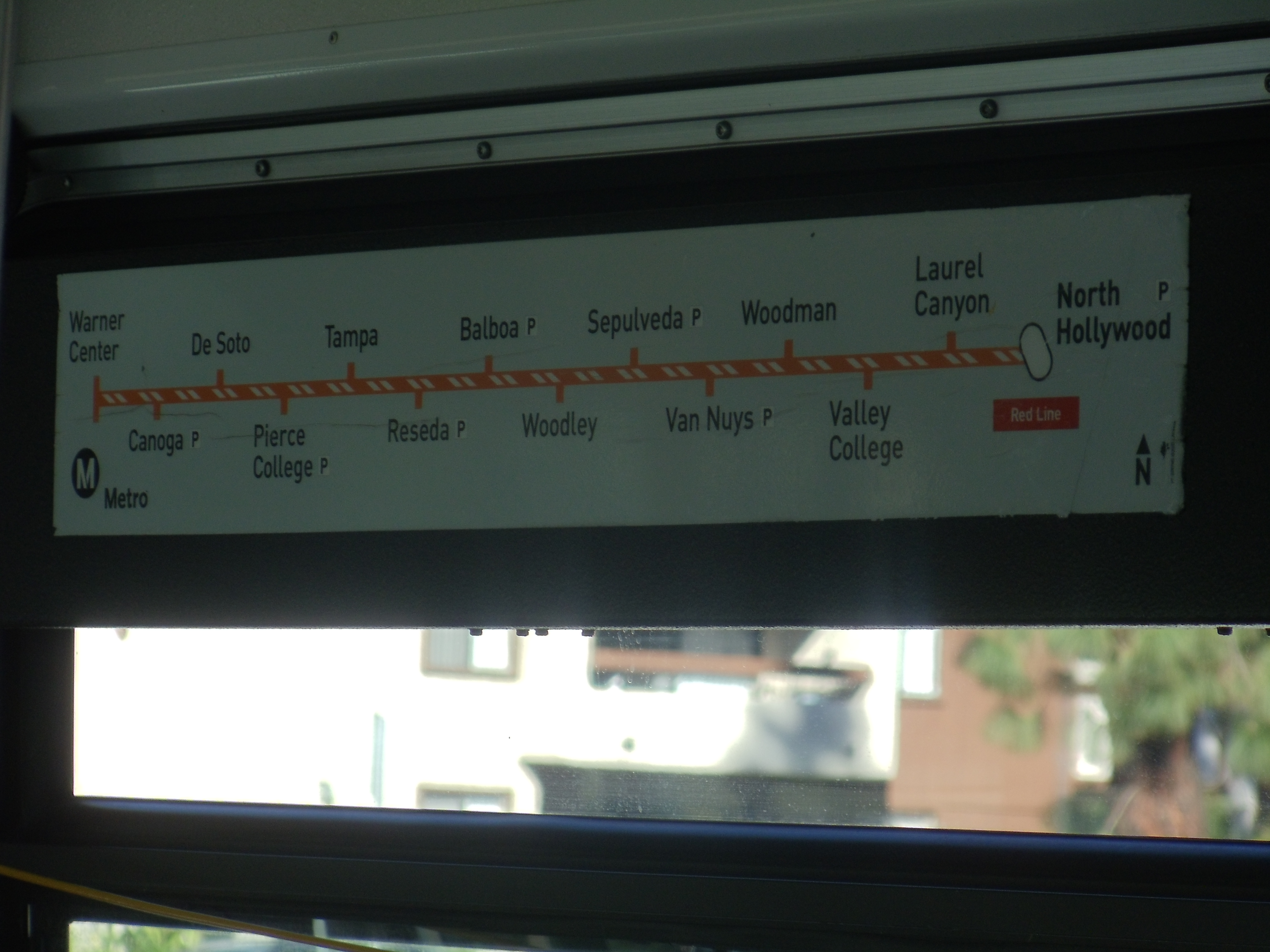
Mapa linii pomarańczowej we wnętrzu autobusu marki NABI 60
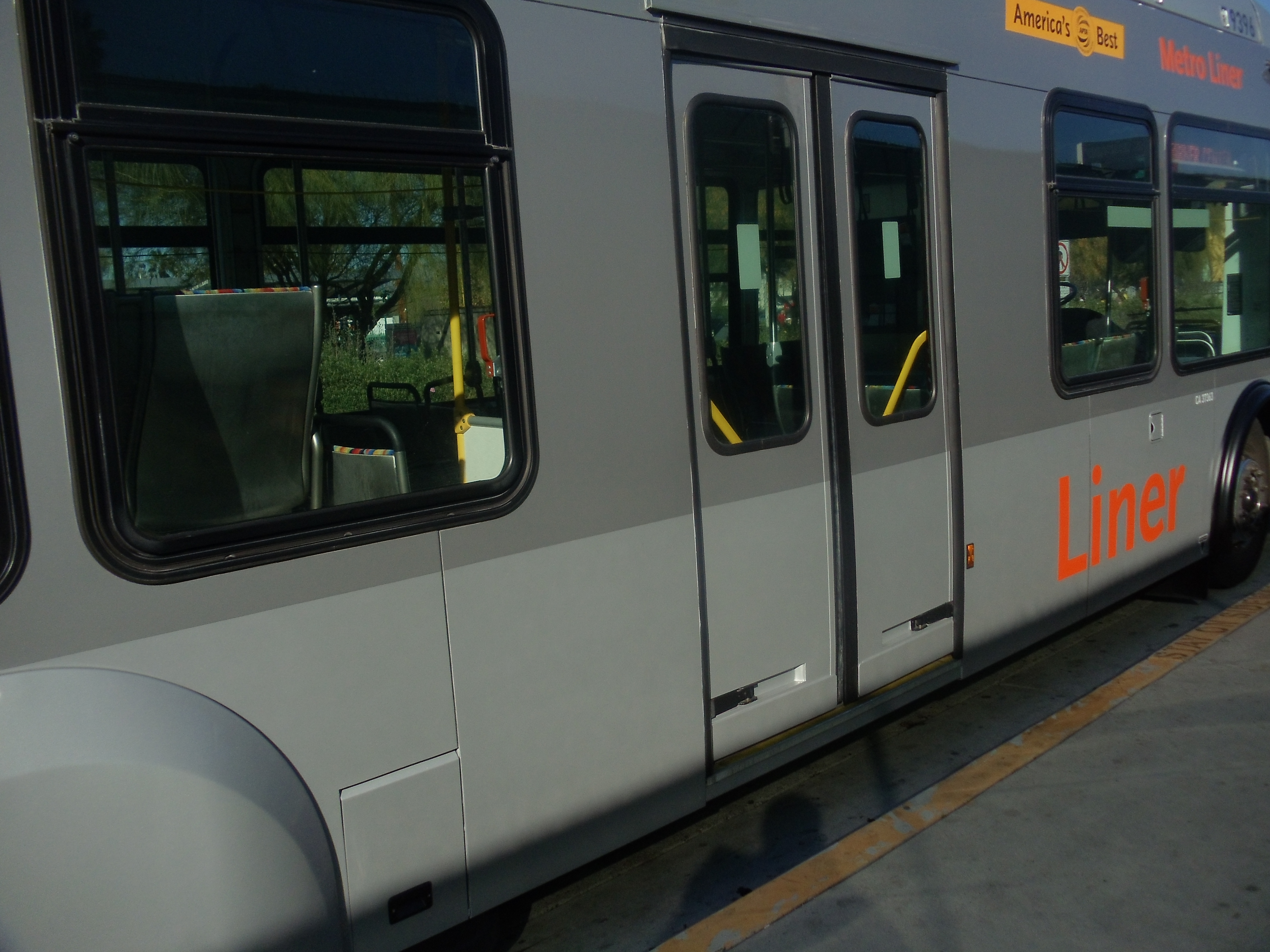
Autobus typu NABI 60 obsługujący linię pomarańczową na stacji North Hollywood
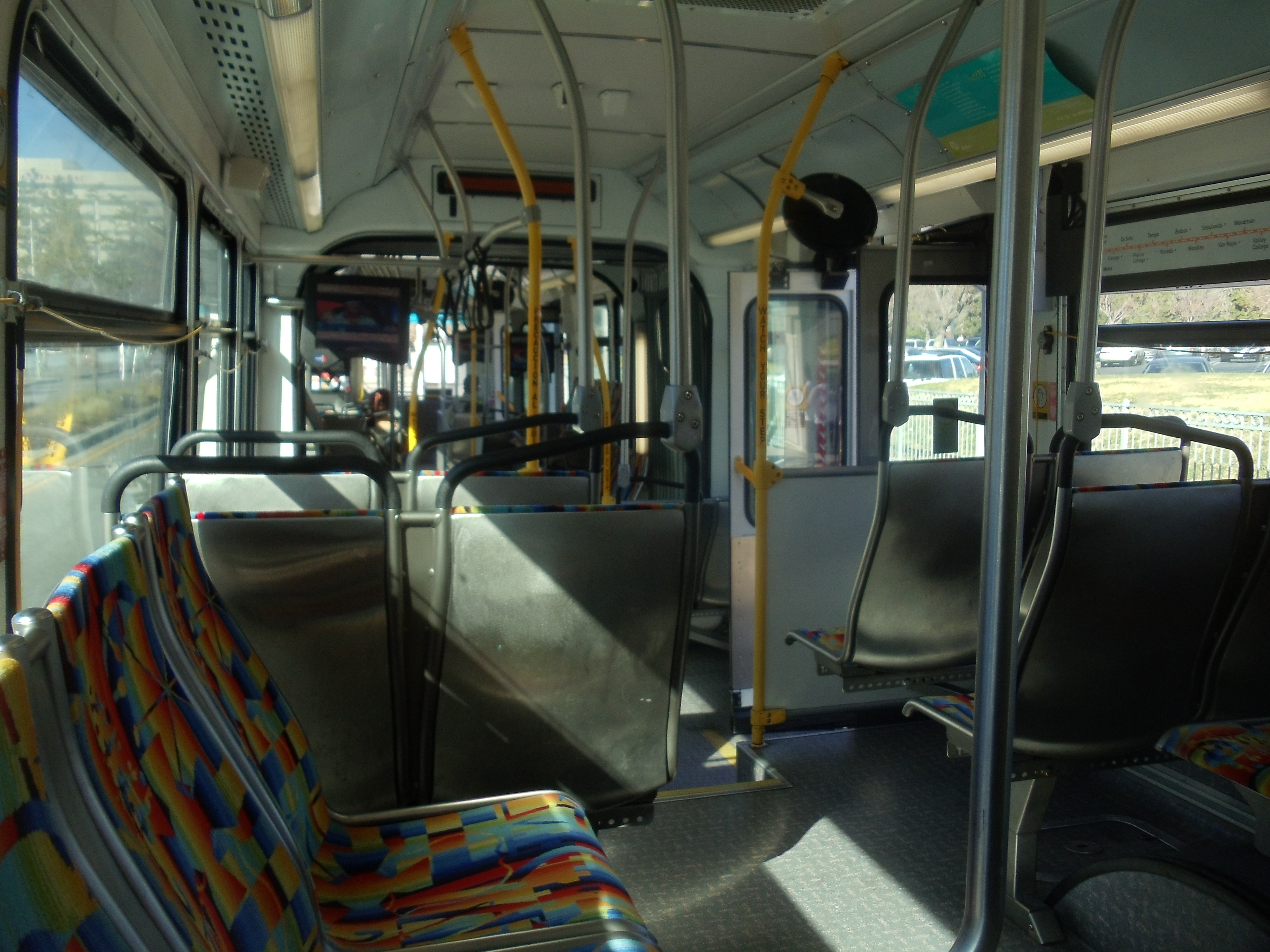
Wnętrze autobusu NABI 60 (linia pomarańczowa)
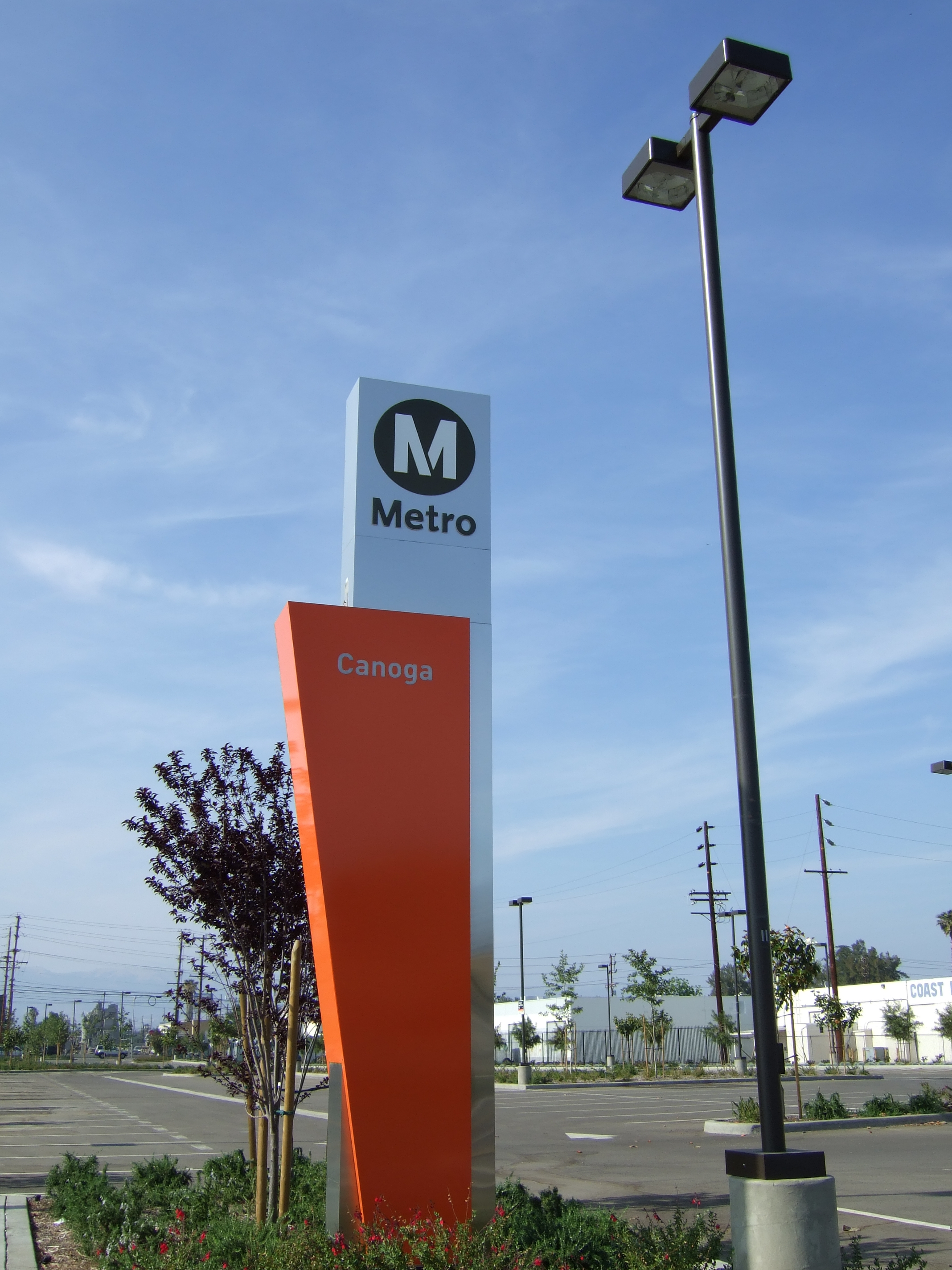
Znak przystanku autobusowego Canoga Park na trasie linii pomarańczowej
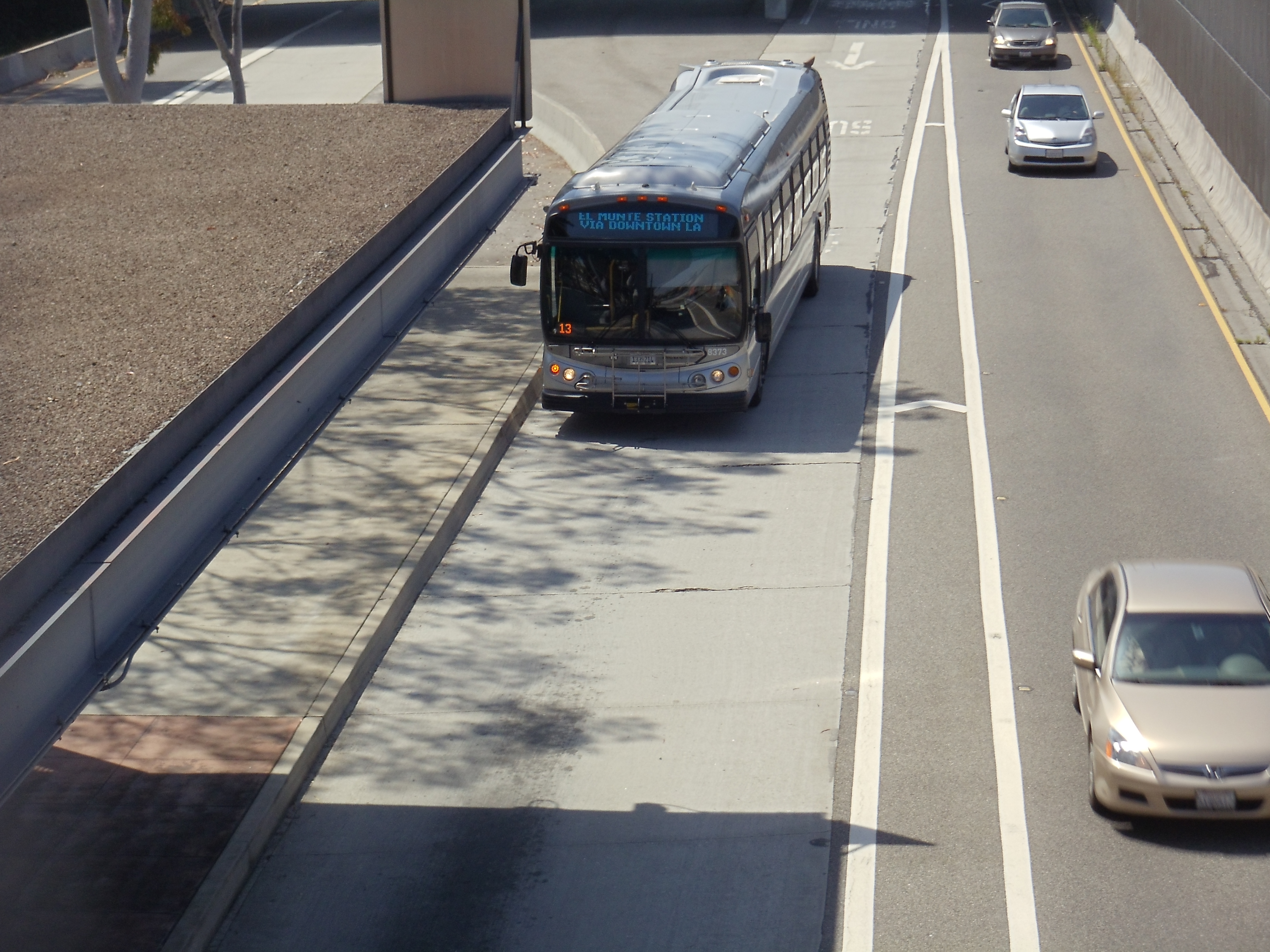
Autobus linii srebrnej na przystanku LAC & USC Med. Center
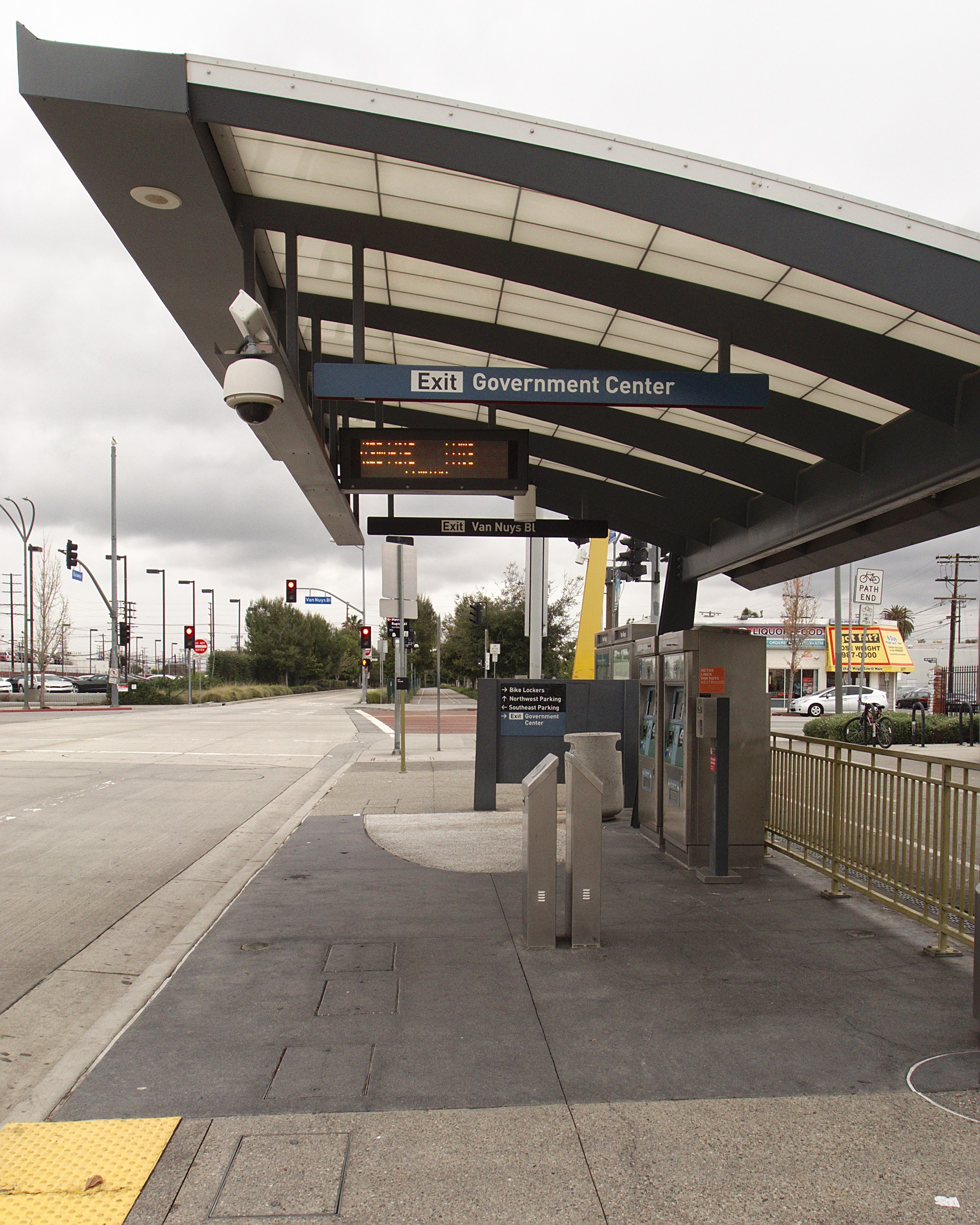
Przystanek Van Nuys (linia pomarańczowa)
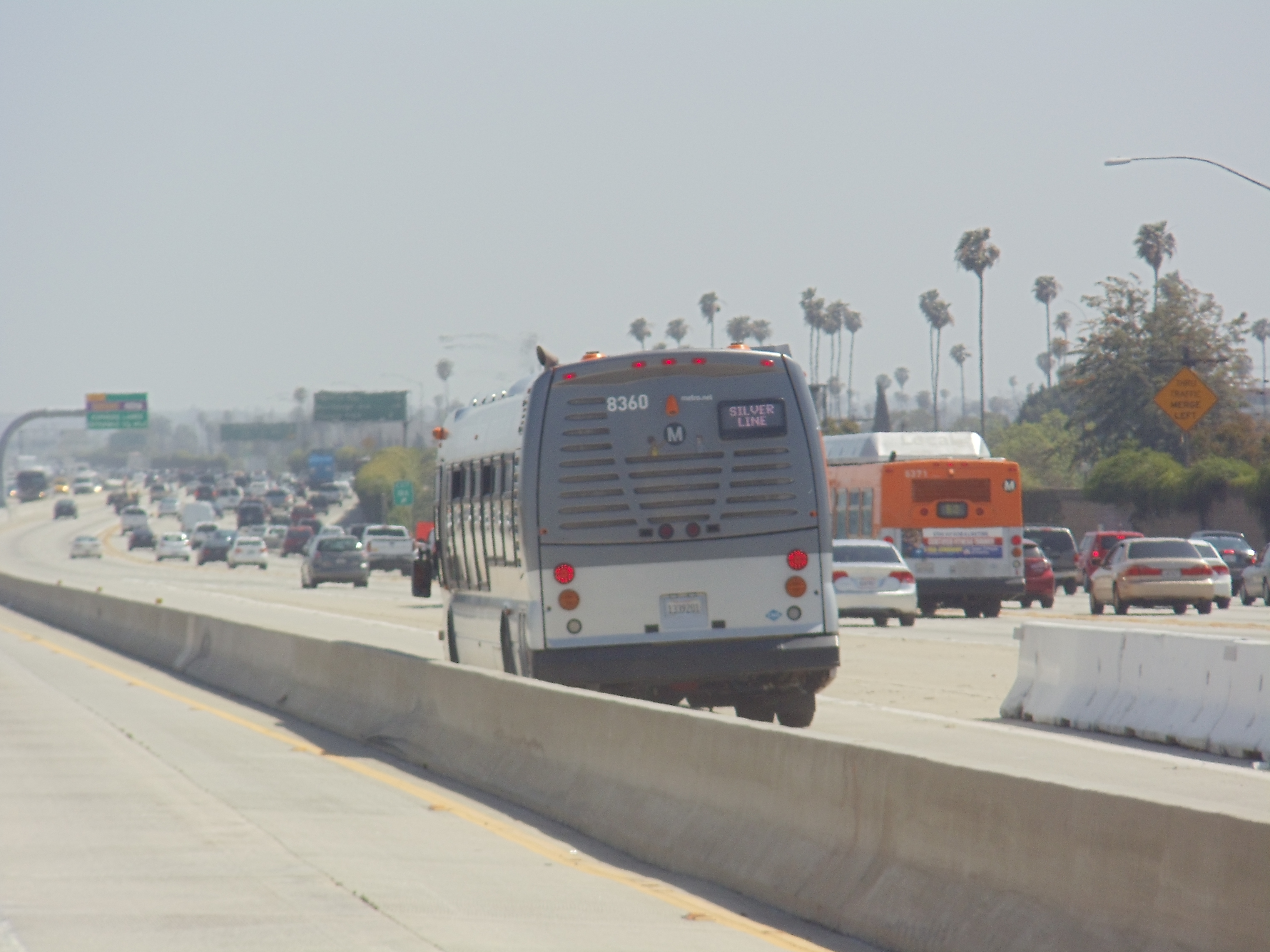
Autobus linii srebrnej po odjeździe z przystanku Slauson